# Prospect (Oregon)
Prospect (korábban Deskins) az Amerikai Egyesült Államok északnyugati részén, Oregon állam Josephine megyéjében, az Oregon Route 62 és a Rogue folyó mentén elhelyezkedő statisztikai település. A 2020. évi népszámláláskor 449 lakosa volt.
A közelben található a Prospecti állami repülőtér és a Prospecti Állami Park.

## Története
Első fűrészüzeme 1870-ben, postája pedig 1882-ben nyílt meg. Mai nevét 1889-ben vette fel, mivel a vasútépítési tervek növelték a helység kilátásait (prospect).
Az 1882-ben megnyílt Prospect Hotel 1980-ban felkerült a történelmi helyek listájára.

## Éghajlat
A település éghajlata mediterrán (a Köppen-skála szerint Csb).
| Hónap                                   | Jan.  | Feb.  | Már.  | Ápr. | Máj. | Jún. | Júl. | Aug. | Szep. | Okt.  | Nov.  | Dec.  | Év    |
| --------------------------------------- | ----- | ----- | ----- | ---- | ---- | ---- | ---- | ---- | ----- | ----- | ----- | ----- | ----- |
| Rekord max. hőmérséklet (°C)            | 21,0  | 24,0  | 31,0  | 35,0 | 39,0 | 39,0 | 41,0 | 43,0 | 41,0  | 37,0  | 28,0  | 22,0  | 43,0  |
| Átlagos max. hőmérséklet (°C)           | 7,7   | 10,5  | 13,2  | 16,6 | 20,9 | 24,8 | 30,3 | 30,2 | 26,6  | 20,0  | 11,8  | 7,7   | 18,4  |
| Átlagos min. hőmérséklet (°C)           | −2,6  | −1,7  | −0,9  | 0,7  | 3,4  | 6,2  | 8,5  | 7,7  | 5,2   | 2,1   | −0,2  | −2,1  | 2,2   |
| Rekord min. hőmérséklet (°C)            | −24,0 | −19,0 | −15,0 | −8,0 | −7,0 | −3,0 | −1,0 | −3,0 | −7,0  | −11,0 | −17,0 | −22,0 | −24,0 |
| Átl. csapadékmennyiség (mm)             | 158   | 119   | 110   | 78   | 63   | 36   | 11   | 14   | 33    | 84    | 160   | 170   | 1036  |
| Forrás: Western Regional Climate Center |       |       |       |      |      |      |      |      |       |       |       |       |       |

## Népesség
| Lakosok száma | 125  | 125  | 500  | 500  | 200  | 1200 | 1200 | 455  | 449  |
|               | 1930 | 1940 | 1950 | 1960 | 1970 | 1980 | 1990 | 2010 | 2020 |

## Rendezvények
Az emlékezet napja vasárnapján megrendezett Mill Creek Memorial bevételei egy veteránokat segítő alaphoz kerülnek. A júliusban tartott repülőshow-val a megyei mentőket támogatják. Augusztusban favágóversenyeket rendeznek, szeptember utolsó hétvégéjén a Prospect Hotelben pedig népzenei fesztivált tartanak.

## Fordítás
- Ez a szócikk részben vagy egészben  a   Prospect, Oregon című angol Wikipédia-szócikk ezen változatának fordításán alapul.  Az eredeti cikk szerkesztőit annak laptörténete sorolja fel. Ez a jelzés csupán a megfogalmazás eredetét és a szerzői jogokat jelzi, nem szolgál a cikkben szereplő információk forrásmegjelöléseként.